# Мельбурн Сторм
Мельбурн Сторм - австралійський професійний клуб регбіліг, що базується у Мельбурні.  

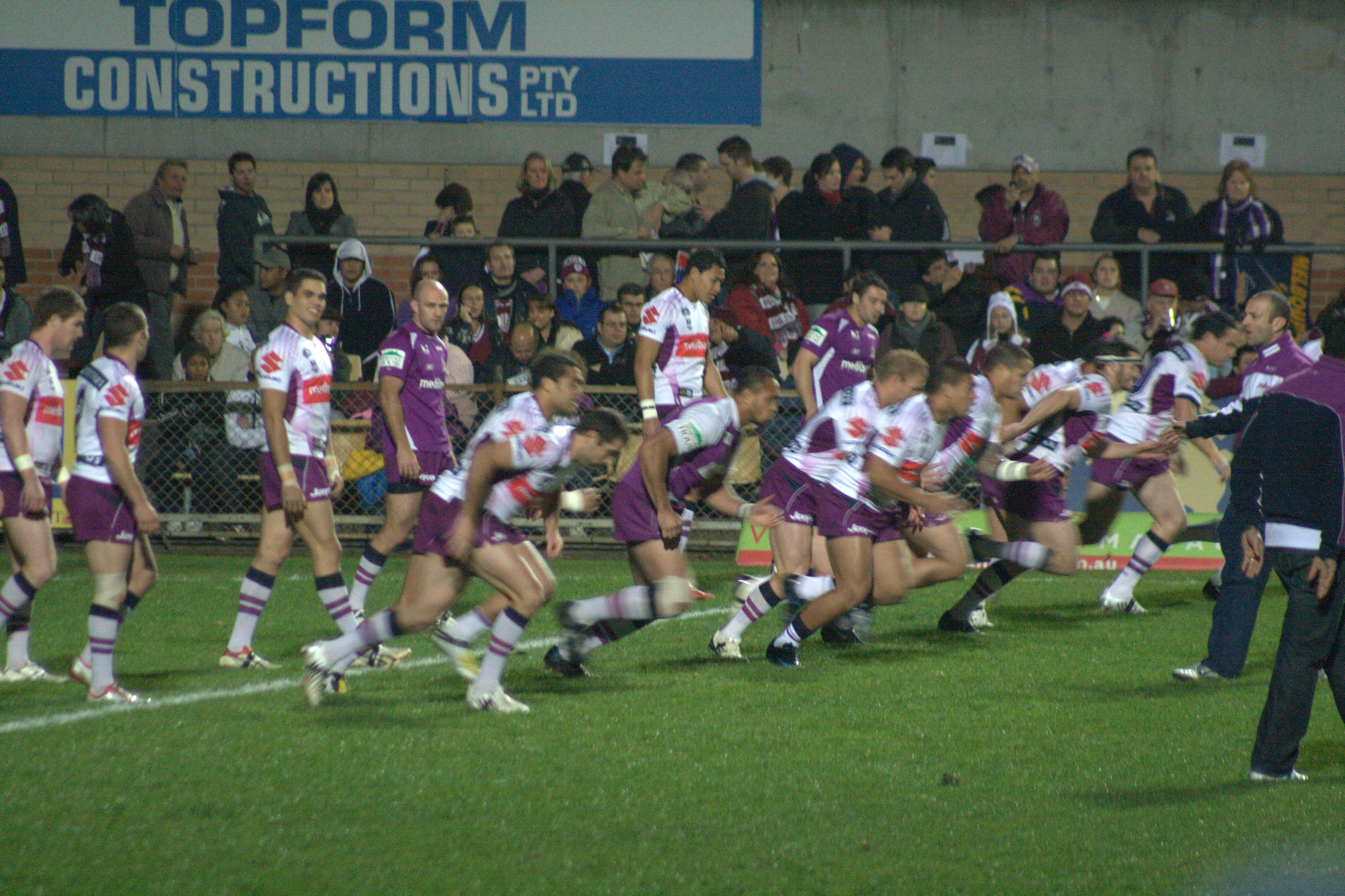
Команда перед матчем у 2008 році

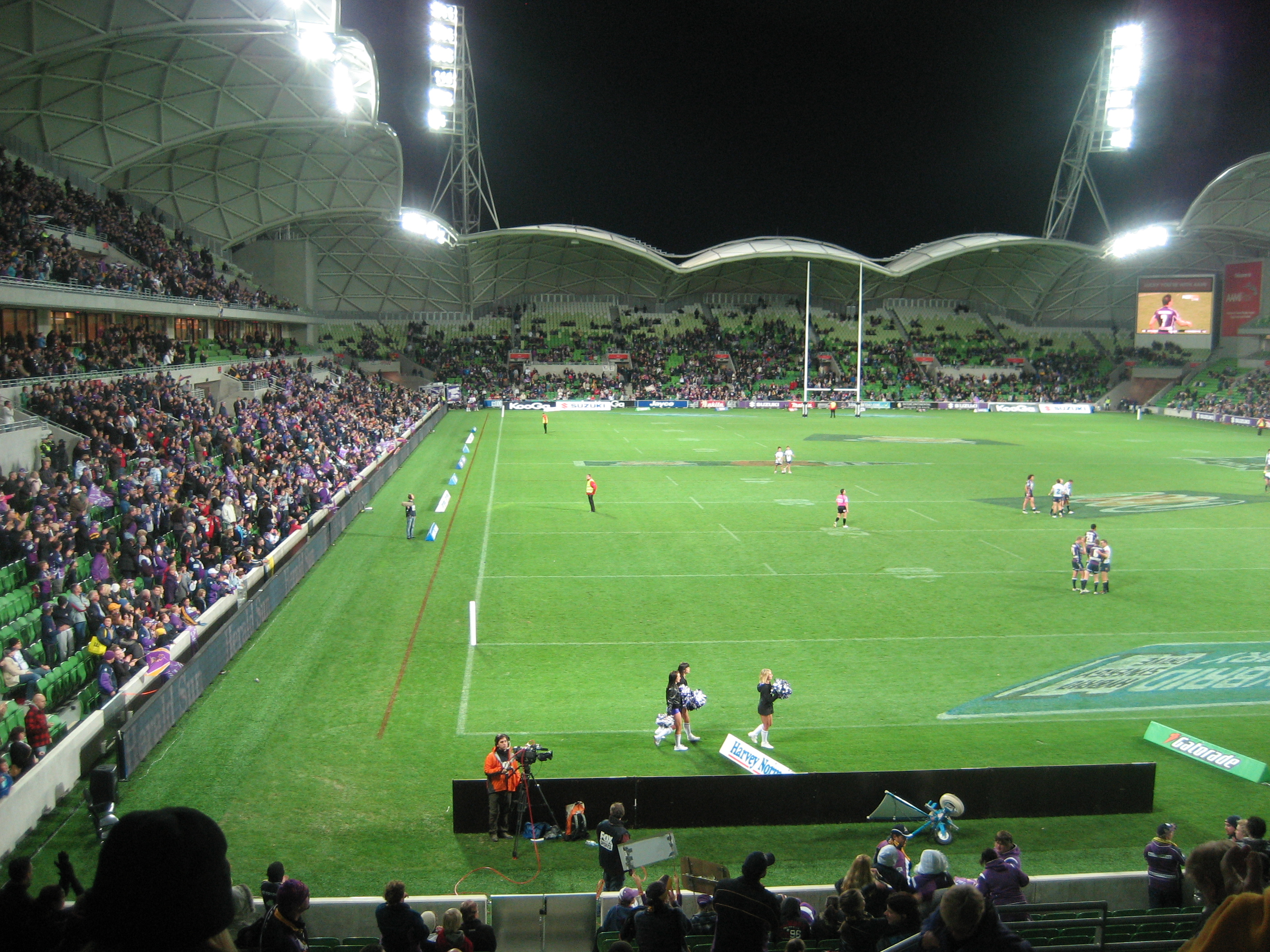
Домашня арена AAMI Парк

## Тренери й капітани
Тренери
- 1998-R7 2001: Кріс Андерсон
- 2001–2002: Марк Мюррей
- 2003– : Крейг Беллемі

Капітани
- 1998–1999: Глен Лазарус
- 2000: Роббі Кернс
- 2001: Роббі Кернс, Родні Хоу
- 2002: Родні Хоу
- 2003–2004: Стівен Кірні
- 2005: Роббі Кернс
- 2006: Кемерон Сміт, Девід Кідвелл, Скотт Гілл, Метт Гейєр, Майкл Кроккер
- 2007: Кемерон Сміт, Метт Гейєр, Купер Кранк, Метт Кінг, Даллас Джонсон
- 2007- : Кемерон Сміт

## Склад команди
- Адам Блейр
- Моріс Блейр
- Джесс Бромвіч
- Бо Чемпіон
- Дейн Чісголм
- Купер Кранк
- Метт Даффі
- Джейк Гокінз
- Райан Хінчкліф
- Мітчелл Джонсон
- Люк Келлі
- Сіон Кайт
- Рорі Костяшин
- Джеймен Лові
- Тодд Ловрі
- Шіка Маню
- Ту'ю Маорі
- Дейн Нільсен
- Елія Ніко
- Брайан Норрі
- Джастін О'Ніл
- Кевін Проктор
- Ентоні Квін
- Робер Рошоу
- Біллі Слейтер
- Кемерон Сміт
- Чейз Стенлі
- Трой Томпсон
- Етелі Веа
- Сіса Вака
- Гарет Віддоп
- Адам Вулнаф